# Истобница
Истобница — река в России, протекает в Оричевском районе Кировской области. Устье реки находится в 590 км по левому берегу реки Вятки. Длина реки составляет 15 км.
Исток реки находится в 5 км к юго-западу от посёлка городского типа Оричи. Река течёт на север, затем на северо-запад преимущественно по безлесой местности. Вскоре после истока протекает центр Спас-Талицкого сельского поселения село Спас-Талица, а также посёлок Луговой и деревню Большие Лобастовы; ниже не населена. Впадает в боковую старицу Вятки у деревни Тиваненки.

## Данные водного реестра
По данным государственного водного реестра России относится к Камскому бассейновому округу, водохозяйственный участок реки — Вятка от города Киров до города Котельнич, речной подбассейн реки — Вятка. Речной бассейн реки — Кама.
Код объекта в государственном водном реестре — 10010300312111100034914.